# Blaberus craniifer
La cucaracha de la calavera (Blaberus craniifer) es una especie de insecto blatodeo de la familia Blaberidae. Comparte con el resto de sus congéneres uno de los mayores tamaños entre las cucarachas, y junto con Blaberus giganteus es una de las más comunes cucarachas del género Blaberus.

## Distribución geográfica
Se encuentra en México, Belice, Cuba, República Dominicana y el estado de Florida en Estados Unidos.

## Sinónimos
- Libisoca aequalis Walker, 1868
- Blatta atropos Guérin-Méneville, 1857
- Blaberus craniipes
- Blabera ferruginea  Saussure, 1864
- Blabera limbata  Burmeister, 1838
- Blabera luctuosa  Stål, 1855
- Blabera quadrifera  Walker, 1868
- Blabera trapezoideus  Burmeister, 1838
- Blabera varians Serville, 1839